# Municipio de Wells (Minnesota)
El municipio de Wells (en inglés: Wells Township) es un municipio ubicado en el condado de Rice en el estado estadounidense de Minnesota. En el año 2010 tenía una población de 1594 habitantes y una densidad poblacional de 20,51 personas por km².

## Geografía
El municipio de Wells se encuentra ubicado en las coordenadas 44°20′4″N 93°20′40″O / 44.33444, -93.34444. Según la Oficina del Censo de los Estados Unidos, el municipio tiene una superficie total de 77.73 km², de la cual 67,68 km² corresponden a tierra firme y (12,93 %) 10,05 km² es agua.

## Demografía
Según el censo de 2010, había 1594 personas residiendo en el municipio de Wells. La densidad de población era de 20,51 hab./km². De los 1594 habitantes, el municipio de Wells estaba compuesto por el 97,18 % blancos, el 0,06 % eran afroamericanos, el 0,06 % eran amerindios, el 0,19 % eran asiáticos, el 1,76 % eran de otras razas y el 0,75 % eran de una mezcla de razas. Del total de la población el 4,39 % eran hispanos o latinos de cualquier raza.